# Ciclovía Parque Metropolitano de Santiago
La Ciclovía Parque Metropolitano de Santiago es una ciclovía chilena ubicada en el interior del Parque Metropolitano de Santiago. Posee una longitud de 6 km, de doble sentido de tránsito y desniveles que van desde los 625 a los 760 m s. n. m., por lo que es recomendable usar bicicletas con trasmisión recambios. Depende del Ministerio de Vivienda y Urbanismo de Chile, aun así, 3,7 km se encuentran dentro de los límites de la comuna de Providencia, y 2,3 km en Vitacura.
Es utilizada por habitantes de la capital de Chile sobre todo los fines de semana,  gracias a la implementación de la ciclorecreovía Archivado el 11 de enero de 2011 en Wayback Machine..
La ruta comienza en la entrada Pedro de Valdivia Norte, por el camino Abate Molina. Esta es la parte con mayor pendiente del recorrido y, por lo tanto, la más pesada. Luego de aproximadamente 2 km se llega al camino Claudio Gay, donde se pasa por la Escuela de adiestramiento canino de Carabineros de Chile y los establos del Parque Metropolitano.  Finalmente se llega al camino La Pirámide, que conduce hasta el final del recorrido.